# Ginette Gaubert
Pour les articles homonymes, voir Gaubert.
Ginette Gaubert (Jeanne, Henriette Gaubert) est une actrice française, née à Villeurbanne le 20 février 1904 et morte à Nice le 23 janvier 1987.

## Biographie
Elle remporte le concours Miss France en 1930. Il apparaitrait aussi, que la Miss France 1930 est Madeleine Mourgues

## Filmographie
- 1930 : Le Défenseur de Alexandre Ryder : La dactylo
- 1931 : Nos maîtres les domestiques de Graham-Hayes : Hélène Grancourt
- 1932 : L'Amour et la Veine de Monty Banks
- 1932 : Aux urnes, citoyens ! de Jean Hémard : Mado Farnèse
- 1932 : Le Chant du marin de Carmine Gallone : Maxe
- 1932 : Rocambole de Gabriel Rosca
- 1932 : Restez diner (ou Maruche) de Robert Péguy - moyen métrage - Adèle
- 1933 : Le Coq du régiment de Maurice Regamey : Madame Lavirette
- 1933 : Nu comme un ver ou Tout va bien de Léon Mathot : La baronne
- 1933 : Le Testament du docteur Mabuse de Fritz Lang et René Sti - Anna
- 1934 : Chansons de Paris de Jacques de Baroncelli : Liane d'Arbel
- 1934 : Dernière Heure de Jean Bernard-Derosne
- 1934 : L'Affaire Sternberg de Robert Péguy - moyen métrage -
- 1934 : Le Malade imaginaire de Lucien Jaquelux et Marc Mérenda - moyen métrage - Angélique
- 1935 : Juanita de Pierre Caron
- 1935 : La Kermesse héroïque de Jacques Feyder : L'aubergiste
- 1935 : Monsieur Sans-Gêne ou Le satyre de Karl Anton : Juliette Durand
- 1935 : Papa sandwich de Pierre Weill - court métrage -
- 1935 : Bach détective de René Pujol : Olga Worokaïa
- 1936 : L'Enfant du Danube de Charles Le Derlé et André Alexandre
- 1936 : La Rose effeuillée de Georges Pallu
- 1937 : La Peau d'un autre de René Pujol
- 1937 : L'Escadrille de la chance de Max de Vaucorbeil : Hélène
- 1937 : La Tragédie impériale ou Raspoutine de Marcel L'Herbier : La princesse Dolgo Roukine
- 1939 : Entente cordiale de Marcel L'Herbier : Jeanne Granier
- 1939 : Un de la lune de André Hugon - moyen métrage
- 1947 : Monsieur Vincent de Maurice Cloche - Une des dames bienfaitrices